# 리엄 클랜시
윌리엄 "리엄" 클랜시(영어: William "Liam" Clancy, 아일랜드어 Liam Mac Fhlannchadha, 1935년 9월 2일~2009년 12월 4일)는 아일랜드의 가수, 음악가이며 영화배우이다. 포크 그룹인 더 클랜시 브라더스와 메이컴 앤드 클랜시에서 각각 1956~1974, 1990~1996년과 1975~1988년까지 활동했으며, 나머지 기간에는 솔로 가수로 활동했다.

## 1955~1974년
리엄 클랜시는 1935년 아일랜드(당시 아일랜드 자유국)의 캐릭-온-수어에서 태어났다. 어렸을 때의 약자는 윌리(Willie)였다. 첫째형은 패디 클랜시(1922~1998), 둘째형은 톰 클랜시(Tom Clancy, 1924~1990), 셋째형은 보비 클랜시(Bobby Clancy, 1927~2002)이다. 1955년에 미국인 고전 포크송 수집가 다이앤 해밀턴을 만났고, 다이앤 해밀턴이 수집한 아일랜드 고전 포크송들을 모은 <The Lark in the Morning> 앨범을 통해 음악계에 데뷔하였다. 1956년에 미국에서 셋째형 보비 클랜시가 귀국했을 때, 영화배우로 활동하려고 첫째형과 둘째형이 먼저 가 있던 미국 뉴욕으로 건너갔다. 미국으로 넘어가기 전부터 세 살 위인 토미 메이컴(Tommy Makem, 1932~2007)과 친했는데, 거기에서 형 둘과 토미 메이컴과 함께 더 클랜시 브라더스를 조직하여 데뷔하였다. 1집에서는 보컬만 불렀지만 2집 때부터는 기타를 다뤘다. 기타를 맡고 있었지만 메인 보컬도 많이 불렀는데(이럴 경우 악기를 다루지 않는 형들은 코러스 때까지 그냥 서 있었다) "Port Lairge" (보트 로리가-워터퍼드의 아일랜드어), "The Jolly Tinker", "God Bless England", "Will Ye Go, Lassie, Go?", "The Juice of the Barley", "Patriot Game", "The Parting Glass", "Gallant Forty-Twa", "Kelly, the Boy from Killann", "Wild Rover", "Nightingale", "Galway Races", "Eileen Aroon". "Green in the Green", "Blackwater's Side", "Peggy Gordon", "Home Boys Home", "Old Maid in the Garrett", "Love Is Kind", "Bold Tenant Farmer", "Early Morning Rain", "All for My Grog" 등의 곡에서 솔로 보컬을 불렀다. 1965년에 처음으로 솔로 앨범을 발매했고, 이후 1969년에 토미 메이컴이 탈퇴할 때도 그룹에 남았다. 1974년에 그룹이 해산될 때까지 더 클랜시 브라더스에서 활동했다.

## 메이컴 앤드 클랜시(1975~1988)
1974년에 클랜시 브라더스가 해산된 이후 첫째 패디 클랜시는 농장 경영, 둘째 톰 클랜시는 영화 촬영에 집중했다. 한편 리엄 클랜시는 세금 문제 때문에 결국 파산을 신청하고 캐나다행을 택했다. 여기에서 솔로 가수로 활동할 때 토미 메이컴과 한 번 같이 공연을 했고, 1975년에는 공식적으로 2인조 그룹을 결성했다. 1984년부터 85년까지 더 클랜시 브라더스가 1기 체제로 잠시 복귀했을 때 1기 멤버들과 함께 공연하였고, 1986년 다시 메이컴 앤드 클랜시 활동을 재개했다. 1988년에 메이컴 앤드 클랜시는 별다른 불화 없이 발전적이고 우호적으로 해체되었다.

## 1990년대
리엄 클랜시는 1988년 이후 2년간 솔로 가수로 활동했다. 1990년 둘째형 톰 클랜시가 위암 진단을 받자 즉시 더 클랜시 브라더스에 복귀하였다. 이후 1996년에 로비 오코늘과 동반 탈퇴할 때까지 첫째형 패디 클랜시, 셋째형 보비 클랜시, 조카 로비 오코늘과 함께 더 클랜시 브라더스 멤버로 활동하였다. 1996년에 리엄 클랜시는 조카 로비 오코늘과 더 클랜시 브라더스를 동반 탈퇴하였다. 이후로 1999년까지 로비 오코늘과 아들 도널 클랜시와 함께 클랜시, 오코늘 앤드 클랜시를 조직하여 활동하였다.

## 1999년 이후와 죽음
1999년 이후로 리엄 클랜시는 솔로 가수로 활동하였다. 2005년에는 70세 생일을 맞아 패디 레일리, 로니 드루 등등 아일랜드의 유명 가수들과 함께 공연하기도 하였다. 리엄 클랜시는 2008년에 마지막 앨범을 냈고, 2009년 12월 4일에 특발성 폐섬유증으로 74세를 일기로 세상을 떠났다.

## 음악적 특징
형들이나 토미 메이컴은 중저음 보컬을 부르는 반면(톰 클랜시<패디 클랜시<토미 메이컴 순) 특이하게도 미성에 가까운 최고음 보컬을 구사한다. 때문에 코러스 파트에서는 리엄 클랜시의 목소리만 따로 노는 경우가 많다. 기타는 삼각형 피크 없이 네 손가락과 엄지 피크를 끼운 엄지로 치는데 강력한 스트로크가 돋보인다. 콘서티나는 1972년 루이스 킬런이 클랜시 브라더스 멤버로 가입했을 때부터 연주하기 시작했고(루이스 킬런이 아주 유명한 콘서티나 연주자임), 보란은 1975년 토미 메이컴과 함께 2인조로 활동할 때부터 치기 시작했다. (원래 토미 메이컴도 클랜시 브라더스 멤버였을 때는 보란을 치지 않았으나, 1970년대 초반 솔로로 활동할 때부터 치게 되었다.) 이 두 악기를 다룰 때는 기타를 등 쪽으로 돌려 거꾸로 맨 채 연주한다.

## 디스코그래피
Liam Clancy (1965) 

Farewell To Tarwaithie (1974)

Kerrygold Cheddar Cheese (1975년경)

The Dutchman (1983)

Home From The Sea (1989)

Irish Troubadour (1999)

The Mountain of the Women (2002)

Liam Clancy's Favourites (2005)

Yes, Those Were The Days – The Essential Liam Clancy (2006)

The Wheels of Life (2008)
1. ↑  http://www.irishtimes.com/newspaper/breaking/2009/1205/breaking22.html?via=mr
2. ↑  http://clancybrothersandtommymakem.com/lc_d01.htm